# Piazza della bandiera statale
La piazza della bandiera nazionale (in lingua azera: Dövlət Bayrağı Meydanı) è una piazza nella capitale dell'Azerbaigian, la città di Baku, dove si trova la bandiera della Repubblica dell'Azerbaigian. 
Una bandiera che misura 70 per 35 metri (230 per 115 piedi) sventola su un palo alto 162 m (531 piedi). Il pennone è stato confermato come il più alto del mondo dal Guinness Book of Records, ma è stato presto superato dal pennone di Dushanbe di 165 m in Tagikistan.
Entrambi i pennoni sono stati costruiti dalla stessa società affiliata americana, Trident Support.

## Storia
Il 17 novembre 2007, il Presidente dell'Azerbaigian ha firmato un decreto sulla creazione della Piazza della Bandiera statale a Baku. La prima pietra delle fondamenta della piazza fu gettata il 30 dicembre dello stesso anno nel distretto di Baku, a Bayil, vicino alla base delle forze navali dell'Azerbaigian.
Il progetto è stato elaborato dalla società americana Trident Support e realizzato dalla società azera Azenko.
Il 1º settembre 2010 a Baku si è svolta la solenne inaugurazione della Piazza della Bandiere statale, dove è stata issata la bandiera dell'Azerbaigian. Il pennone sulla piazza della bandiera statale dal momento dell'installazione fino a maggio 2011, era il più alto del mondo ed è stato incluso nel libro di Guinness dei primati, poi è stato sorpassato dal pennone di 165 metri di Dushanbe.
Il 24 novembre 2010, il Decreto presidenziale ha istituito il Dipartimento del Complesso di Piazza della Bandiera statale sotto il Gabinetto dei Ministri della Repubblica dell'Azerbaigian. Il 27 aprile 2011 Rasciad Mamedov è stato nominato come il capo del Dipartimento.
Il 16 maggio 2011 è stato annunciato che un complesso di concerti con una capacità di 20.000 posti sulla Piazza della Bandiera Nazionale sarà esclusivamente costruito per il concorso di Eurovision 2012.

## Descrizione

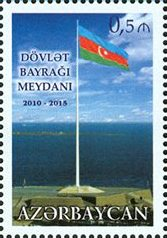
Francobollo con la foto di Piazza della bandiera

La piazza copre una superficie di 60 ettari, e la sua parte superiore è di 31.000 metri quadrati. L'altezza del pennone è di 162 metri, il diametro della sua base è di 3,2 metri e la parte superiore di 1,09 metri. Il peso totale della struttura è di 220 tonnellate. La larghezza della bandiera è di 35 metri, la lunghezza è di 70 metri, la superficie totale è di 2450 metri quadrati e il peso è di circa 350 chilogrammi. La costruzione dell'area è costata circa 32 milioni di dollari.
Grazie all'utilizzo della tecnologia più avanzata, il pennone può resistere a velocità del vento fino a 58 m / s (209 km / h). Tuttavia, in quei giorni in cui la velocità del vento supera i 20 m / s, la bandiera deve essere ammainata. Secondo i calcoli di progettisti, il numero di tali giorni a Baku non supera i 40-50 all'anno. 
Nella piazza si trovano anche i simboli di Stato: lo stemma, il testo dell'inno e la mappa dell'Azerbaigian, fatti di bronzo dorato, ed è stato costruito il Museo della Bandiera statale.
Il museo è stato inaugurato il 9 novembre 2010 nel giorno della bandiera statale. Il museo è costruito secondo la forma di una stella a otto punte (una stella a otto punte è raffigurata sulla bandiera e sullo stemma dell'Azerbaigian) e si trova sotto il piedistallo del pennone della bandiera. Il museo espone le bandiere restaurate degli Stati e dei khanati esistenti nel territorio dell'Azerbaigian e dell'Armenia moderna, le punte degli stendardi dei secoli XVII-XVIII, gli stemmi, le costituzioni azere adottate in anni diversi, francobolli, campioni di banconote, ordini e medaglie, fotografie e documenti che riflettono la storia dell'Azerbaigian indipendente.